# Ritul Scoțian Antic și Acceptat
Ritul Scoțian Antic și Acceptat este cel mai răspândit rit masonic în lume. Prestigiul Ritului Scoțian provine de la legenda refugierii Templierilor în Scoția, pe muntele Heroden, în vremea regelui Robert Bruce. Rozacrucienii pretindeau, de asemenea, că spațiul sacru al Ordinului lor este Abația Kilwining, din Scoția.
Ritul Scoțian Antic și Acceptat are 33 de grade masonice, fiecare cu o denumire proprie, marcată de simboluri masonice. Primele trei grade (ucenic, calfă sau companion și maestru) fac parte din așa-numita „Masonerie Albastră”, ale cărei ateliere (Loji Albastre) formează Mari Loji Naționale, iar celelalte din Masoneria gradelor înalte.
Ritul Scoțian Antic și Acceptat aparține Ordinelor Cavalerești și este moștenitorul tradițiilor masonice, păstrând cu sfințenie toate principiile, forța morală și disciplina Ordinului. El a fost constituit în forma lui actuală pe temeiul Marilor Constituții de la 1782 și 1786.

## Istoric
În anii 1751-1752 masonul francez Etienne Morin, a creat la Fort-Royal, în Scoția, o lojă scoțiană. Morin, considerat de mulți masoni drept „Patriarhul Ritului Scoțian”, este cel care a avut Patenta în anul 1761. Patenta atestă apartenența lui Etienne Morin la ordinul masonic, faptul că fusese inițiat în grade ale ritului scoțian și că acesta dorește, ca odată ajuns pe continentul american, să poată lucra pentru dezvoltarea ordinului masonic.
Premergător Ritului Scoțian este Ritul Împăraților Orientului și Occidentului, fondat în 1758. Între anii 1761 și 1767, acest rit ajunge peste ocean. În 1801, la Charleston, Carolina de Sud, doi masoni americani, John Mitchell și Frederick Dalcho anunță descoperirea unei Constituții din 1786, elaborată la Berlin sub Frederick cel Mare și organizează primul Suprem Consiliu al Ritului. Un an mai târziu, tot la Charleston, s-a creat Supremul Consiliu al insulelor franceze ale Americii, avându-l drept Suveran Comandor pe contele Grasse-Tilly, care a refăcut unele ritualuri și învățături
Primul rit scoțian practicat pe Bătrânul Continent a fost Ritul Scoțian Filosofic a Lojii Mamă din Marsilia, în jurul anului 1750, de 18 grade. După acesta, a apărut Ritul de Heredom sau de Perfecție, elaborate de Consiliul Împăraților Orientului și Occidentului.
La începutul secolului al XIX-lea, în octombrie 1804, este readoptat în Franța, când este fondat la Paris Supremul Consiliu al Franței, sub conducerea lui Auguste de Grasse-Tilly, primul Suprem Consiliu european.
În același an, apare în Paris o nouă obediență: Marea Lojă Generală Scoțiană. Fondatorii acesteia au fost, în mare parte, emigranți francezi din America, obligați să revină după pierderea coloniei Santo Domingo. Au adus cu ei practici masonice diferite de cele practicate în acea epocă în Franța atât în ceea ce privește gradele simbolice, cât și gradele superioare.

## Organizare
Ritul Scoțian Antic și Acceptat este reglementat, în fiecare țară de către un Consiliu Suprem.
În Europa, unsprezece obediențe care practică primele trei grade ale Ritului Scoțian Antic și Acceptat au înființat Confederația Marilor Loji Unite ale Europei.

## Ritul Scoțian Antic și Acceptat în România
Ritul Scoțian Antic și Acceptat apare în România, în anul 1881, sub conducerea Suveranului Mare Comandor, Constantin Moroiu 33, la doar un an după apariția Marii Loji Naționale Române, în 1880.
Ritul Scoțian Antic și Acceptat este recunoscut în România în 1922 de către o delegație a Francmasoneriei Franceze.
Pe 19 octombrie 1993, la Washington, Supremul Consiliu de Grad 33 și Ultim al Ritului Scoțian Antic și Acceptat din România este reconsacrat de către Supremul Consiliu Mamă al Lumii. 
Suveranul Mare Comandor al Supremului Consiliu a Ritului Scoțian Antic și Acceptat din Statele Unite ale Americii, Jurisdicția de Sud,  CHRISTIAN FREDERICK KLEINKNECHT, JR., 33°,  a fost deosebit de activ după căderea comunismului în Europa de Est, având rol determinant în restabilirea Ritului Scoțian în Bulgaria, Croația, Republica Cehă, Ungaria, Polonia, Rusia, Slovenia și România.
În septembrie 2015, Supremul Consiliu de Grad 33 și Ultim al Ritului Scoțian Antic și Acceptat din România a ales să fie condus de Suveranul Mare Comandor,  PP&Il Fr Stelian Nistor, 33º.

## Organizarea teritorială a Supremul Consiliu al RSAA[7]
Organizarea teritorială a Supremul Consiliu al Ritului Scoțian Antic și Acceptat din România, clasificată pe corpuri rituale la sfârșitul anului 2016 era:

### Loji de Perfecție:
– Alba-Iulia: Aegidia
– Arad: Alexandru Vaida Voievod
– Bacău: Costache Negri
– Baia Mare: Christian Tell
– Bistrița Năsăud: Andrei Mureșanu
– Botoșani: Grigore T Goilav
– Brăila: Vasile Alecsandri
– Brașov: Prințul Constantin Mavrocordat, Pietrele lui Solomon
– București: Adrian Dohotaru, Orion, Dimitrie Bolintineanu, Dimitrie Cantemir, Dan Amedeo Lăzărescu, Constantin Brâncoveanu, Armonia Universului, Edmond Nicolau, Alfredo Diomede, Eduard Caudella, Jean Pangal, Zenith, Nicolae Titulescu, Armonia, Clubul Alianței, Columna
– Caracal: Traian Vuia
– Constanța: Cosmos, Nicolae Iorga, Aurora, Fred Kleinknecht
– Dej: Inima Transilvaniei
– Deva: Burebista
– Focșani: Atheneum Duiliu Zamfirescu
– Iași: Fidelitas, Lux in Tenebris
– Pitești: Frații Golești
– Ploiești: Prahova
– Reșița: Fidus Ultra Finem
– Rm. Vâlcea: Miron Cristea
– Sibiu: Nicolaus Olahus
– Suceava: Iancu Cavaler de Flondor
– Târgoviște: CHEIA DE FILDEȘ 
– Târgu Mureș: Renașterea
– Timișoara: Unirea, Toleranța și Frăție
– Turnu Severin: Amadeus
– Vaslui: Matei Millo

### Capitule de Rosa Cruce:
– Brașov – Tg. Mureș: Charitas
– București: Terra-Lucida, Sublimatio, Regeneratio, Mercurius
– Constanța: Elohim
– Focșani: Omnia Ab Uno
– Iași: Septem Colles
– Reșița: Ignis
– Timișoara: Sperantia – Florian Pittiș

### Consilii Kadosh:
– Constanța: Albert Pike
– Iași: Celestia
– Reșița: ARdeMolay
– Timișoara: Silvaticum
– București: Constantin Moroiu